# Siedem sławnych zamków Kantō
Siedem sławnych zamków regionu Kantō (jap. 関東七名城 Kantō Shichi Meijō):
- Zamek Kawagoe, prefektura Saitama
- Zamek Oshi, prefektura Saitama
- Zamek Maebashi, prefektura Gunma
- Zamek Kanayama, prefektura Gunma
- Zamek Karasawayama, prefektura Tochigi
- Zamek Utsunomiya, prefektura Tochigi
- Zamek Satake (zamek Ōta), prefektura Ibaraki